# 兴福墓群
兴福墓群，位于山东省昌邑市都昌街道。是入中华人民共和国山东省省级文物保护单位之一。
2013年，列入第四批山东省文物保护单位，该文物保护单位是一座古墓葬。